# 新杭县
新杭县（1934年6月—1935年1月）是中华苏维埃共和国福建省的一个县。
1934年6月，新泉县（原连城县新泉地区）和上杭县合并为新杭县，治通贤（今福建省龙岩市上杭县通贤镇）。1935年1月，废县。